# Electrically Possessed
Electrically Possessed — сборник британской инди-рок группы Stereolab. Он был выпущен 26 февраля 2021 года лейблами Duophonic Records и Warp Records. На альбоме-компиляции собраны раритеты группы, и он является четвёртым в серии компиляций «Switched-On» (подзаголовок «Switched-On. Vol.4»). После анонса сборника был выпущен трек «Dimension M2», за которым последовал «Household Names», взятый с мини-альбома The First of the Microbe Hunters.

## Отзывы
| Совокупная оценка | Совокупная оценка |
| Источник          | Оценка            |
| ----------------- | ----------------- |
| Metacritic        | 83/100            |
| Оценки критиков   |                   |
| Источник          | Оценка            |
| AllMusic          | [ 1 ]             |
| Classic Rock      | 6/10              |
| Exclaim!          | 7/10              |
| MusicOMH          | [ 8 ]             |
| Pitchfork         | 7.9               |
| Uncut             | 7/10              |

Electrically Possessed получил всеобщее признание музыкальных критиков. На сайте Metacritic, который присваивает средневзвешенную оценку из 100 баллов рецензиям ведущих изданий, альбом получил средний балл 83, основанный на 6 рецензиях.
Хотя критики сочли его более слабым томом в серии «Switched-On», критики считают «Electrically Possessed» примером того, как группа выпускает последовательный материал. Роберт Хэм из Pitchfork назвал компиляцию «щедрым собранием ярких моментов того богатого периода, когда Тим Гейн писал поп-песни с многослойными, почти прогги-аранжировками, чтобы лучше поддерживать густую социально-политическую лирику фронтвумен Летиции Садье». Говоря о том, что сборник «охватывает почти половину карьеры [Stereolab]», Хизер Фарес написала, что «в отличие от него, оригинальный Switched On собрал всего шесть месяцев музыки — но, как и другие тома серии, он передаёт вкус своей эпохи так же полно, как и полноформатники Stereolab». Другие рецензенты сборника дали ретроспективную переоценку материалу группы, вышедшему после «Dots and Loops» в этот период и получившему вначале от вялых до негативных отзывов.

## Список композиций
Слова и музыка всех песен — Тима Гейна и Летисии Садье, кроме указанных.
| №   | Название                              | Автор(ы)                        | Длительность |
| --- | ------------------------------------- | ------------------------------- | ------------ |
| 1.  | «Outer Bongolia»                      | Gane, Andy Ramsay, Sean O'Hagan | 9:29         |
| 2.  | «Intervals»                           |                                 | 4:38         |
| 3.  | «Barock-Plastik»                      |                                 | 3:17         |
| 4.  | «Nomus Et Phusis»                     |                                 | 4:23         |
| 5.  | «I Feel The Air (Of Another Planet)»  |                                 | 8:12         |
| 6.  | «Household Names»                     |                                 | 3:43         |
| 7.  | «Retrograde Mirror Form»              |                                 | 6:45         |
| 8.  | «Solar Throw-Away» (original version) |                                 | 3:06         |
| 9.  | «Pandora's Box Of Worms»              | Gane, Ramsay                    | 2:16         |
| 10. | «L'exotisme Intérieur»                |                                 | 3:23         |
| 11. | «The Super-It»                        |                                 | 3:51         |
| 12. | «Jump Drive Shut-Out»                 |                                 | 2:43         |
| 13. | «Explosante Fixe»                     |                                 | 4:25         |
| 14. | «Fried Monkey Eggs» (instrumental)    |                                 | 2:08         |
| 15. | «Monkey Jelly»                        |                                 | 1:54         |
| 16. | «B.U.A»                               |                                 | 4:51         |
| 17. | «Free Witch and No Bra Queen»         |                                 | 4:44         |
| 18. | «Heavy Denim Loop Pt 2»               | Gane                            | 2:54         |
| 19. | «Variation One»                       | Gane                            | 4:01         |
| 20. | «Monkey Jelly» (beats)                |                                 | 1:53         |
| 21. | «Dimension M2»                        |                                 | 4:03         |
| 22. | «Solar Throw-Away»                    |                                 | 3:59         |
| 23. | «Calimero»                            | Gane, Брижитт Фонтэн            | 6:25         |
| 24. | «Fried Monkey Eggs» (vocal)           |                                 | 2:08         |
| 25. | «Speck Voice»                         |                                 | 5:01         |

## Чарты
| Чарт (2021)                   | Высшая позиция |
| ----------------------------- | -------------- |
| Германия (Offizielle Top 100) | 88             |